# Churchtown (Pennsylvanie)
Churchtown est une census-designated place située dans le comté de Lancaster, dans l’État de Pennsylvanie, aux États-Unis. Lors du recensement de 2020, elle compte 417 habitants.